# Niobium-germanium
Le niobium-germanium (Nb3Ge) est un composé chimique de niobium (Nb) et de germanium (Ge). Ce composé intermétallique fait partie de la famille cristallographique A15.
C'est un supraconducteur ayant une température critique de 23,2 kelvin (K).
Des films minces ont été fabriqués avec un champ magnétique critique de 37 teslas à 4,2 K.

## Histoire
La supraconductivité de Nb3Ge a été découverte en 1973 et pendant 13 ans (jusqu'à la découverte en 1986 des cuprates supraconducteurs) il a détenu le record du matériau ayant la plus haute température critique.
Il n'a pas été beaucoup utilisé dans les applications de la supraconductivité, contrairement au niobium-étain ou au niobium-titane.

## Préparation
Le niobium-germanium peut être préparé par réduction d'un mélange chlorure de niobium - chlorure de germanium par du dihydrogène à haute température (900°C).{\displaystyle {\ce {6NbCl5 + 2GeCl4 + 19H2 -> 2GeNb3 + 38HCl}}}
Des composés de niobium-germanium autre que Nb3Ge existent (par exemple Nb5Ge3) et peuvent former des impuretés dans le cristal de Nb3Ge.

## Alliages apparentés
Le niobium-germanium-aluminium a un champ magnétique critique d'environ 10 teslas.